# Turnês de Rouge
Rouge formou-se em 2002 por meio do reality show Popstars, sendo composto por Aline Wirley, Fantine Thó, Karin Hils, Luciana Andrade e Li Martins. Após serem selecionadas dentre 30 mil candidatas, elas assinaram um contrato com a gravadora Sony Music para lançar um álbum de estúdio. Este álbum, intitulado Rouge (2002), vendeu mais de 2 milhões de cópias no Brasil. O sucesso do álbum foi impulsionado pelos hits "Não Dá pra Resistir", "Beijo Molhado" e, principalmente, "Ragatanga", que permaneceu 11 semanas em primeiro lugar nas rádios brasileiras e ajudou a estabelecer o grupo como um fenômeno nacional, sendo denominado de "as Spice Girls brasileiras". Com o sucesso do álbum de estreia do grupo, foi lançado, no mesmo ano, um álbum de remixes intitulado Rouge Remixes, que se tornou uma opção para alcançar o público de música eletrônica.
O segundo álbum de estúdio do grupo, C'est La Vie (2003), vendeu aproximadamente 290 mil cópias e produziu os hits "Brilha la Luna" e "Um Anjo Veio me Falar". Em 2004, após a saída de Luciana Andrade do grupo ser anunciada em meio a vários rumores, as quatro integrantes remanescentes prosseguiram e lançaram os álbuns Blá Blá Blá (2004) e Mil e uma Noites (2005) antes de finalmente se separarem em 2006. Ao longo de uma carreira de quatro anos, o grupo vendeu cerca de 6 milhões de discos e DVDs, tornando-se o grupo feminino mais bem sucedido do Brasil recebendo ao todo tres discos de ouro, tres discos de platina, e um disco de platina duplo pela ABPD. Sob a orientação de seu mentor e empresário, o produtor musical Rick Bonadio, elas embarcaram em turnês esgotadas pelo Brasil e diversos países da América Latina, Europa e África. Também foram estrelas de comerciais e programas de televisão, bem como os rostos de diversos produtos licenciados como álbuns de figurinhas, sandálias e bonecas.
As integrantes retomaram as atividades com o grupo em outubro de 2017, com shows esgotados por todo país. O retorno marcou o relançamento dos álbuns anteriores nas plataformas digitais, com os quatro álbuns alcançando o Top 10 do iTunes brasileiro e sete músicas no Top 100 de singles, além de sete músicas entrarem no Top 200 do Spotify Brasil.. Em 2018, elas deram início ao lançamento de músicas inéditas, começando pelos singles, "Bailando", "Dona da Minha Vida" e posteriormente a canção "Solo Tu". Além disso, elas lançaram o EP 5, o quinto álbum de estúdio, Les 5inq e o EP visual Rouge Sessions - De Portas Abertas. Em 2019, um novo hiato foi anunciado por tempo indeterminado.

## Turnê O Sonho de Ser Uma Popstar
# Intro
1. Popstar
2. Quero Estar Com Você
3. Beijo Molhado
4. Sou o que Sou
5. Hoje eu Sei
6. 1.000 Segredos
7. Depois Que Tudo Mudou
8. I Am Out Of Love  (Cover) / Got To Be Real  (Cover)
9. O Que o Amor Me Faz
10. Não Dá Pra Resistir
11. Ragatanga
12. Te Deixo Tocar
13. Nunca Deixe de Sonhar
14. Ragatanga  (bis)

| Data                    | Cidade         | Estado         | Local                          |
| ----------------------- | -------------- | -------------- | ------------------------------ |
| 31 de agosto de 2002    | São Paulo      | São Paulo      | Via Funchal                    |
| 14 de dezembro de 2002  | Rio de Janeiro | Rio de Janeiro | ATL Hall                       |
| 18 de janeiro de 2003   | Rio de Janeiro | Rio de Janeiro | ATL Hall                       |
| 19 de janeiro de 2003   | Rio de Janeiro | Rio de Janeiro | ATL Hall                       |
| 2 de fevereiro de 2003  | Salvador       | Bahia          | Parque de Exposições           |
| 23 de fevereiro de 2003 | São Paulo      | São Paulo      | Credicard Hall                 |
| 2 de maio de 2003       | Petrópolis     | Rio de Janeiro | Parque Municipal de Exposições |

## Turnê C'est La Vie
# Intro	
1. C'est La Vie
2. Beijo Molhado
3. Olha Só
4. Me Faz Feliz
5. Não Dá Pra Resistir
6. Fantasma
7. Um Anjo Veio Me Falar
8. Brilha La Luna
9. Vem Cair Na Zueira
10. Quando Chega A Noite
11. Ragatanga

| Data                   | Cidade            | Estado              | Local                  |
| ---------------------- | ----------------- | ------------------- | ---------------------- |
| 24 de maio de 2003     | Rio de Janeiro    | Rio de Janeiro      | ATL Hall               |
| 9 de julho de 2003     | São Paulo         | São Paulo           | Olympia                |
| 26 de julho de 2003    | São Paulo         | São Paulo           | Via Funchal            |
| 13 de setembro de 2003 | Campo Grande      | Mato Grosso do Sul  | Parque Laucídio Coelho |
| 21 de setembro de 2003 | São Paulo         | São Paulo           | Estádio do Pacaembu    |
| 10 de outubro de 2003  | Volta Redonda     | Rio de Janeiro      | Ilha São João          |
| 2 de novembro de 2003  | Rio de Janeiro    | Rio de Janeiro      | ATL Hall               |
| 11 de janeiro de 2004  | Guarujá           | São Paulo           | Avelino's Perequê      |
| 16 de janeiro de 2004  | São Vicente       | São Paulo           | Praia do Itararé       |
| 21 de janeiro de 2004  | São Paulo         | São Paulo           | Olympia                |
| 22 de janeiro de 2004  | São Paulo         | São Paulo           | Olympia                |
| 24 de janeiro de 2004  | Natal             | Rio Grande do Norte | Ginásio Humberto Nesi  |
| 31 de janeiro de 2004  | Juazeiro do Norte | Ceará               | Cariri Shopping        |

## Turnê Planeta Pop: Rouge & Br'oz
# Intro
1. Blá Blá Blá
2. Beijo Molhado
3. Um Anjo Veio Me Falar
4. Se Liga, Se Toca
5. Hoje Eu Sei
6. Brilha La Luna
7. Ragatanga
8. Não Dá Pra Resistir

## Turnê Blá Blá Blá
# Intro
1. Blá Blá Blá
2. Beijo Molhado
3. Olha Só
4. Vem Dançar
5. Sem Você
6. Te Deixo Tocar
7. Um Anjo Veio Me Falar
8. Vermelho, A Cor Do Amor
9. Se Liga, Se Toca
10. Hoje Eu Sei
11. Brilha La Luna
12. Ragatanga
13. Vem Cair Na Zueira
14. Pa Pa Lá Lá
15. Filme De Terror
16. Não Dá Pra Resistir

| Data                  | Cidade         | Estado            | Local              |
| --------------------- | -------------- | ----------------- | ------------------ |
| 5 de junho de 2004    | São Paulo      | São Paulo         | Via Funchal        |
| 20 de junho de 2004   | Rio de Janeiro | Rio de Janeiro    | Claro Hall         |
| 8 de agosto de 2004   | Porto Alegre   | Rio Grande do Sul | Ginásio Gigantinho |
| 17 de outubro de 2004 | São Paulo      | São Paulo         | Tom Brasil         |

## Turnê Mil e Uma Noites
# Intro
1. Vem Habib (Wala Wala)
2. Não Dá Pra Resistir
3. Me Leva Contigo
4. Sem Você
5. Blá Blá Blá
6. Pa Pa Lá Lá
7. Um Anjo Veio Me Falar
8. O Amor é Ilusão
9. Cidade Triste
10. Onde Está o Amor
11. Mais uma da Lista
12. Hoje Eu Sei
13. Brilha La Luna
14. Vem Cair Na Zueira
15. Ragatanga

| Data                   | Cidade    | Estado    | Local        |
| ---------------------- | --------- | --------- | ------------ |
| 24 de julho de 2005    | São Paulo | São Paulo | Olympia      |
| 12 de outubro de 2005  | Belém     | Pará      | Cidade Folia |
| 11 de dezembro de 2005 | São Paulo | São Paulo | Fábrika Show |

## Turnê Chá Rouge
# Intro
1. Popstar
2. Ces't La Vie.
3. Beijo Molhado.
4. Quero Estar Com Você.
5. Não Dá Pra Resistir.
6. Me Faz Feliz.
7. Um Anjo Veio Me Falar.
8. Te Deixo Tocar.
9. Fantasma.
10. Vem Habib.
11. Blá Blá Blá.
12. Vem Dançar.
13. Sem Você.
14. Cidade Triste.
15. Tudo Outra Vez.
16. Nunca Deixe De Sonhar.
17. Hoje Eu Sei.
18. Olha Só.
19. O Que O Amor Me Faz.
20. Quando Chega A Noite.
21. Brilha La Luna.
22. Ragatanga.
23. Tudo É Rouge.

#Intro
1. “Popstar”
2. "Brilha La Luna"
3. "Não Dá pra Resistir"
4. "Quero Estar com Você"
5. "Um Anjo Veio Me Falar"
6. "Blá Blá Blá"
7. "10%" (cover de Maiara & Maraísa)
8. "Meu Violão e o Nosso Cachorro" (cover de Simone & Simaria)
9. "Beijo Molhado"
10. "Vem Habib (Wala Wala)"
11. "Vem Dançar"
12. "Regime Fechado"/ "Loka" (Simone & Simaria cover)
13. "K.O." (Pabllo Vittar cover) / "Sua Cara" (Major Lazer feat. Anitta & Pabllo Vittar cover)
14. "They Don't Care About Us" (Michael Jackson cover)
15. "O Pinto" (Raça Pura cover) / "Ralando o Tchan" (É o Tchan cover)
16. "Não Quero Dinheiro" (Tim Maia cover)/ "País Tropical" (Jorge Ben Jor cover)
17. "Arerê"/ "Na Base do Beijo"/ "Eva"/ "Pra Frente" (Banda Eva e Ivete Sangalo covers)
18. "Ilariê" / "Tindolelê" (Xuxa cover)
19. "Dandalunda" (Margareth Menezes cover)
20. "Céu da Boca" (Ivete Sangalo cover)
21. "Vem Cair na Zueira"
22. "Swing da Cor" (Daniela Mercury cover)
23. "O Que o Amor Me Faz"
24. "Hoje Eu Sei"
25. "Tudo É Rouge"
26. "Ragatanga" (bis)

## TurnêRouge 15 Anos
#Intro
1. "Blá Blá Blá"
2. "Quero Estar Com Você"
3. "Fantasma"
4. "Eu Quero Acreditar"
5. "Não Dá Pra Resistir"
6. "Beijo Molhado"
7. "1000 Segredos" / "Sou o Que Sou" / "Pá Pá Lá Lá" / "Depois Que Tudo Mudou"
8. "Cidade Triste"
9. "Um Anjo Veio Me Falar"
10. "Sem Você"
11. "Me Faz Feliz"
12. "C'est La Vie"
13. "Quando Chega a Noite"(interlúdio)
14. "Vem Habib (Wala Wala)" (com trechos de "Baby Boy" de Beyoncé)
15. “Bailando”
16. "Vem Cair na Zueira"
17. "Vem Dançar"  (com trechos de "Wanna Be Startin' Somethin'" de Michael Jackson)
18. "Popstar" (com trechos de "Uptown Funk" de Mark Ronson e Bruno Mars)
19. "Tudo Outra Vez"
20. “Nunca Deixe de Sonhar”
21. "Hoje Eu Sei"
22. "Olha Só"
23. "O Que o Amor Me Faz"
24. "Brilha La Luna"
25. "Ragatanga"
26. “Bailando”  (bis)
27. "Tudo é Rouge" (outro)